# Audi
 је немачки произвођач луксузних, спортских и суперспорт аутомобила и члан Фолксваген групе са седиштем у Инголштату, у Баварској. Фолксваген је обновио бренд, лансирањем модела Ауди F103, 1965. године. До 1966. године, постаје власник 99,55% акција компаније, купујући у фазама акције од пређашњег власника Дајмлер-Бенца. 
Име компаније потиче од презимена оснивача Аугуста Хорха. Оснивач је назвао компанију, преводећи своје презиме на латински. Хорх које на немачком значи „слушати“. Компанија је званично основана 1909. године, да би се 1932. интегрисала у јединствену компанију са још три произвођача. Четири прстена у амблему, управо представљају аутомобилске компаније које су се удружиле и створиле Ауто унију. Слоган Аудија на немачком гласи „Vorsprung durch Technik“, што значи „Напредак кроз технику“.

## Почеци Аудија
Коријени компаније сежу у 1899. годину и везују се за име Аугуста Хорха (1868—1951). Први Хорхов аутомобил произведен је 1901. Године 1909, Хорх је био присиљен да напусти компанију коју је основао. Убрзо потом, основао је компанију у Цвикауу, наставивши да користи Хорх бренд. Његови бивши партнери тужили су га суду због недозвољеног коришћења заштитног знака, а њемачки суд је донио одлуку да бренд Хорх припада његовој бившој компанији. Хорх је, дакле, био принуђен да се уздржи од коришћења властитог презимена у свом новом послу са колима. Хорх је сазвао састанак у стану Франца Фикенчера да би смислио ново име. Током овог састанка, Францов син је тихо учио латински језик у углу собе. У неколико наврата чинило се као да је на ивици да изговори нешто, али би само прогутао ријечи и наставио да ради, све док у једном моменту није изустио: „Оче – audiatur et altera pars... зар не би била добра идеја назвати је АУДИ умјесто ХОРХ?“. „Hör“ на њемачком значи „Слушај!“ а исто то значи и „Audi“ на латинском. Сви присутни су са одушевљењем прихватили идеју. Нова компанија са називом Ауди је основана 16. јула 1909. у Цвикауу. Често је присутно увјерење (али то није тачно) да је Ауди акроним од „Auto Union Deutschland Ingolstadt“.
Ауди је почео са четвороцилиндричним моделом 2612 cc (2,6 литара), за којим су услиједили модели 3564 cc, као и 4680 cc. Ова возила су се показала успјешним чак и на спортским приредбама. Аугуст Хорх је напустио компанију Ауди 1920. Ауди аутомобили тога времена били су луксузна возила опремљена специјалном лимаријом.

## Доба Ауто уније
Године 1932, Ауди се интегрисао са произвођачима Хорх, DKW и Вандерер у Ауто унију. Ауто унија је користила четири испресијецана прстена, који данас представљају знак Аудија, као симбол горепоменута четири бренда. Овај знак је, међутим, коришћен само на тркачким моделима Ауто уније тог времена, док су компаније чланице користиле своје називе и амблеме. Све већа пажња почела се поклањати технолошком развоју, те су се у неке Ауди моделе почели уграђивати Хорх или Вандерер мотори.

## Лого са четири прстена
Амблем Аудија чине четири испреплетена прстена која представљају Ауто унију. Амблем Аудија симболише интеграцију Аудија са DKW, Хорхом и Вандерером: први прстен представља Ауди, други представља DKW, трећи Хорх, а четврти и последњи Вандерер.

## Прекид и нови почетак
Након II. свјетског рата Твртку обновљену Маршаловим планом купује 1958. Даимлер-Бенз, али је 1964. продаје Фолксвагену, заједно с потпуно новом творницом 4-тактних мотора. На тој је основи 1965. из двотактног ДКW-а Ф102 изведен први Ауди 60, а 1968. направљен је и модел 100 (на слици).
Фабрике Ауто уније биле су тешко бомбардоване и дијелом уништене током Другог свјетског рата. Након рата, Цвикау постаје дио Демократске Републике Њемачке (Источна Њемачка). Главнина концерна дошла је под контролу Совјетског Савеза и остала у ДДРу, из чега су настали Трабанти и Варбурзи. Премјешта се сједиште Ауто уније, и у Западној Њемачкој Ауто унија је обновљена ДКВ-ом, а занимљиво је да су и ДКВ и Варбург користили 3-цилиндрични двотактни мотор, развијен у Ауто Унији крајем 30-их (Варбург све до краја 80-их). Компанију обновљену Маршаловим планом купује 1958. Дајмлер-Бенц који стиче 88% власништва Ауто уније, али је 1964. продаје Фолксвагену, заједно с потпуно новом творницом 4-тактних мотора. На тој је основи 1965. из двотактног  изведен први Ауди 60. Септембра 1965. лансиран је нови модел са заштитним знаком Аудија. Модел је добио интерни назив F103 и почео се продавати само као Ауди (дакле, то име је сада означавало модел аута, а не произвођача, јер се још увијек производио под фирмом Ауто уније), али је доцније постао познат под именом Ауди 72. Унапређивани модели били су називани по броју коњских снага, те су тако настали Ауди 60, 75, 80 и Супер 90. Ови модели били су у продаји све до 1972.
Године 1969, Ауто унија се спојила са NSU, чије је сједиште било у близини Штутгарта. 50-их година прошлог вијека НСУ је био највећи светски произвођач мотоцикала, али се касније преоријентисао на производњу мањих кола попут NSU Prinz. НСУ се затим посветио производњи ротационих мотора, који су у то вријеме били новина, према идеји Феликса Ванкела. За 1967. годину, нови NSU Ro 80 био је футуристички модел далеко испред свог времена у техничким детаљима као што су аеродинамика, мала тежина и безбједност, али горући проблеми са ротационим моторима ставили су тачку на независност НСУ. Данас се та фабрика у близини Штутгарта користи за производњу већих Аудијевих модела.

## Модерно доба Аудија
Новооснована компанија била је позната као „Audi NSU Auto Union AG“, и означила је појављивање Аудија као засебног бренда, и то по први пут послије рата. Први нови модел овог назива био је Ауди 100 из 1968. године. За њим су убрзо услиједили, Ауди 50 и 1972. године Ауди 80, који је у својем животу доживио четири генерације.
Како је изглед Аудија тога времена био доста конзервативан, прихваћен је приједлог инжињера Јерга Бенсингера да се технологија за погон на сва четири точка, која је већ била нашла примену у неким Фолксвагеновим моделима, прилагоди и примјени у Аудијевим тркачким моделима. Као резултат тих напора, 1980. године настао је модел „кватро“, купе са турбо мотором, који је уједно био први њемачки серијски произведен аутомобил са погоном на сва четири точка преко централног диференцијала.
С обзиром на то да су 1985. брендови Ауто унија и НСУ и формално угашени, званични назив компаније је једноставно преименован у, кратко, „Audi AG“. Године 1994/95, Ауди 100 је наследио модел аутомобила Ауди А4 који се исто тако већ представљен у четири генерације, а на тржишту се уз лимузинску верзију са четвора врата продаје и као караван, те као незаобилазна спортска верзија С4 (Ауди А4 седан, А4 Авант, А4 allroad quattro, С4 седан, С4 Авант). Аудијева продаја биљежи раст, 2004. године продато је 779 441 возило широм свијета, док је до 2011. Ауди произвео више од 10 милиона модела аутомобила Ауди 80 и Ауди А4. Пет милионити аутомобил Ауди А4 произведен је у марту 2011. године, а сишао је с производне траке Аудијеве фабрике у Минхену.
Компанија Ауди АГ је 2010. године продала око 1 092 400 аутомобила, што је више од предвиђене годишње продаје, те је тиме постала најбоља година икада што се тиче продаје. У Кини, Ауди је продао рекордних 227 938 комада; у Сједињеним Државама, ова марка је по први пут прешла границу од проданих 100.000 возила. У Њемачкој – како је и очекивано – нови Ауди А1 је помогао компанији из Инголштата да годину заврши с добрим резултатима. Продајни резултати цијеле године, с проданих 229 157 аутомобила, су нешто виши него 2009. године, упркос утицају бонуса за замјену старих аутомобила. Што се тиче продаје у Европи од јануара до новембра, компанија Ауди АГ је продала 647600 аутомобила и потврдила своју позицију као европска најбоље продавана премијум аутомобилска марка. У првој половини 2011. године Ауди је купцима широм свијета испоручио више од 652 950 аутомобила.

## Садашњи модели
- Ауди А1
- Ауди А3
- Ауди А4
- Ауди А4 allroad quattro
- Ауди А5
- Ауди А6
- Ауди А6 allroad quattro
- Ауди А7
- Ауди А8
- Ауди TT
- Ауди R8
- Ауди Q2
- Ауди Q3
- Ауди Q5
- Ауди Q7
- Ауди Q8

### Спортски модели
- Ауди S3
- Ауди S4
- Ауди S5
- Ауди S6
- Ауди S7
- Ауди S8
- Ауди SQ5
- Ауди TTS
- Ауди SQ7

### модели
- Ауди RS3
- Ауди RS4
- Ауди RS5
- Ауди RS6
- Ауди RS7
- Ауди RS Q3
- Ауди TT RS
- Ауди RS Q8

### Електрични модел
- Ауди E-Tron
- Ауди E-Tron GT

## Ранији модели
- Audi Front UW220
- Audi (Type C) Alpensieger
- Ауди 50
- Ауди F103 (Ауди 60, Ауди 75, Ауди супер 90)
- Ауди 80 (Ауди Fox, Ауди Coupe, Ауди 4000, Ауди Cabriolet, Ауди 90)
- Ауди 100 (Ауди 200, Ауди 500, Ауди 5000)
- Ауди V8 (Ауди V8 Quattro)
- Ауди A2
- Ауди S1
- Ауди S2
- Ауди RS1
- Ауди RS2
- Ауди Quattro (Ауди Sport Quattro)

## Концепти
- Audi e-tron
- Audi quattro concept
- Audi Roadjet Concept
- Audi Shooting Brake Concept
- Audi Le Mans quattro
- Audi Nuvolari quattro
- Audi Avantissimo
- Audi Steppenwolf
- Audi Avus quattro
- Audi quattro Spyder
- Audi Asso di Picche